# Tereticus semirugosus
Tereticus semirugosus är en skalbaggsart som först beskrevs av Leon Fairmaire 1905.  Tereticus semirugosus ingår i släktet Tereticus och familjen långhorningar.
Artens utbredningsområde är Madagaskar. Inga underarter finns listade i Catalogue of Life.